# Platja de La Coba
La platja de La Coba es troba en el concejo asturià de Cuaña i pertany a la localitat de Villalocái. La platja és realment un pedrer amb forma de petxina, té una longitud d'uns 100-110 metres i una amplària mitjana d'uns 8 metres. El seu entorn és rural i amb un baix grau d'urbanització. Les sorres són grises de gra mitjà i té molt poca assistència. Els accessos són per als vianants i inferiors a un km i de fàcil recorregut i està prop de la localitat de Pisa.
Per accedir a la platja, que no té cap senyalització, cal fer el mateix que per anar a la Platja de Pedreyada, és a dir, cal partir des de Villalocái i des de la seva zona est s'observa un bosc molt atapeït. A la seva dreta es veuen diversos grups d'arbres dispersos. Cap a aquests es dirigeix una pista i al final cal prendre un camí paral·lel a la costa girant a la dreta. Al final es troba la bella badia d'aquesta platja. L'activitat recomanada és la pesca esportiva i la submarina. No disposa de cap mena de serveis. Encara que el camí d'accés se sol trobar ple de vegetació, és una platja molt adequada per a tota la família.